# 小行星45261
小行星45261（45261 Decoen）是一颗绕太阳运转的小行星，为主小行星带小行星。该小行星于2000年1月2日发现。
該小行星以瑞士物理學家伊維特·德科恩（Yvette Decoen）命名。

## 轨道参数
小行星45261的轨道半长轴为2.4732633 UA，离心率为0.190。